# Mate Kalajžić
Mate Kalajžić (Omiš, 15. ožujka 1998.)  hrvatski je košarkaš koji nastupa za KK Split na poziciji beka.

## Karijera
Iznjedrio ga KK Omiš. Za seniorsku ekipu KK Split nastupao od sezone 2013./14. Prošao je omladinsku školu KK Splita i osvajao trofeje s njima.
2019. godine prijavio se za NBA Draft.

### Reprezentacija
Nastupa za mlađe kategorije hrvatske reprezentacije.

## Vanjske poveznice
- Profil  Arhivirana inačica izvorne stranice od 21. listopada 2016. (Wayback Machine) na kk-split.com